# Gebarentaal in Suriname
Meerdere gebarentalen worden gebruikt in Suriname: een dorpsgebarentaal in Kajana, Nederlandse Gebarentaal (NGT) en een eigen Surinaamse Gebarentaal, waarover weinig bekend is. Ook wordt gebruik gemaakt van Nederlands met Gebaren (NmG).

## Gebarentalen aan de Kennedyschool
Volgens ethnologue zijn er iets minder dan 26.000 doven in Suriname. Niet iedereen die doof is, gebruikt echter een gebarentaal (en niet alle mensen die een gebarentaal spreken zijn doof). Schattingen over het aantal doven in Suriname die een gebarentaal gebruiken, variëren van 125 tot 900. Er bestaat één Surinaamse Dovenvereniging (De Stichting Surinaamse Dovenbelangen – Sudobe) en één dovenschool, de Kennedyschool in Paramaribo. De Kennedyschool maakte lange tijd hoofdzakelijk gebruik van de orale methode, maar begon vanaf de jaren negentig steeds meer open te staan voor het gebruik van gebaren.
Aan deze school bestaat een eigen Surinaamse gebarentaal, welks herkomst en kenmerken tot zover niet bestudeerd zijn. Volgens een lerares aan de school zijn er overeenkomsten met NGT, maar ook verschillen. Onder andere heeft de Surinaamse Gebarentaal eigen gebaren voor het geven van een brasa (omarming) of bosi (zoen).
Omwille van het gebrek aan inheems lesmateriaal maakte de Kennedyschool vooral in het eerste decennium van de 20e eeuw steeds meer gebruik van lesmateriaal uit Nederland, dat niet gerelateerd is aan de Surinaamse gebaren. De leerkrachten geven dus les in NGT of NmG, terwijl de kinderen onder elkaar hun eigen gebarentaal gebruiken.

## Gebarentaal van Kajana
Onafhankelijk hiervan bestaat de gebarentaal van het dorp Kajana. Kajana is een klein marrondorp in het binnenland, met een bevolking van ongeveer 1.500 mensen, onder wie schijnbaar een bovengemiddeld aantal doven. Hierdoor is een dorpsgebarentaal ontstaan, die voor het eerst in 2004 ontdekt werd. Ze wordt zowel door de doven als door de horenden gebruikt en vertoont gelijkenissen met andere dorpsgebarentalen, maar heeft schijnbaar geen contact met de gebarentalen die op de Kennedyschool gebruikt worden.
Sinds de ontdekking van de gebarentaal van Kajana is er nog niet veel over bekend geworden. De taal lijkt nog in een vroeg ontwikkelingsstadium te zijn. Dorpsgebarentalen ontstaan meestal uit zogenaamde homesign, het gebarensysteem dat dove kinderen die in een omgeving zonder gebarentaal opgroeien, spontaan ontwikkelen. Homesign is wegens het gebrek aan taalkundige input die de kinderen krijgen, geen taal. Zo mist het een uitgewerkte morfologie (woordvorming), grammaticale categorieën (onderscheid subject/object en werkwoord/zelfstandig naamwoord), ... Deze elementen komen soms wel voor, maar zijn minder complex en liggen niet vast. Bij de ontwikkeling van een homesign tot een gebarentaal worden deze structuren langzaamaan opgebouwd. Jonge dorpsgebarentalen vertonen daarom meer kenmerken van homesign dan oude.
De gebarentaal van Kajana vertoont nog veel eigenschappen van homesign, waardoor vermoed wordt dat ze zich in een vroeg ontwikkelingsstadium bevindt. Zo zijn er maar weinig samenstellingen, wat er op wijst dat de morfologie nog maar beperkt is. Het aantal handvormen (fonemen) is vrij groot, wat atypisch is voor dorpsgebarentalen. Een groot aantal ervan wordt echter maar zelden gebruikt, wat erop zou kunnen duiden dat ze idiosyncratisch gebruikt worden. Dit wijst weer wel op een jonge dorpsgebarentaal, net als het feit dat de meeste fonemen ongemarkeerd zijn en dat meerdere gebaren op verschillende manieren kunnen worden voortgebracht. Daarnaast zijn er ook aanwijzingen dat de gebarenschat nog niet voldoende groot is. Zo wordt er veel gebruik gemaakt van wijzen en van pantomime.
Deze fenomenen kunnen echter ook verklaard worden door het feit dat de gemeenschap in Kajana een zogenaamde high-context society is, waarbij veel informatie niet expliciet, maar impliciet wordt gecommuniceerd. De grote variatie in fonemen zou bijvoorbeeld voor verwarring zorgen in een low-context society, maar doet dit niet in Kajana, omdat de meeste mensen elkaar kennen en dus met ieders eigen gebarengebruik vertrouwd zijn. Hetzelfde geldt voor het veel gebruiken van wijzen. Iedereen snapt waarnaar verwezen wordt, waardoor het systeem behouden blijft.